# Dohňany
Dohňany (Hongaars: Donány) is een Slowaakse gemeente in de regio Trenčín, en maakt deel uit van het district Púchov.
Dohňany telt 1.768 inwoners.